# تل گربگون
تل گربگون در شهرستان مرودشت، بخش کافیروز، روستای علی‌آباد واقع شده و این اثر در تاریخ ۲۵ اسفند ۱۳۷۹ با شمارهٔ ثبت ۳۴۳۹ به‌عنوان یکی از آثار ملی ایران به ثبت رسیده است.